# 朝鮮勞動黨中央委員會第10局
朝鮮勞動黨中央委員會第10局（朝鲜语：／），前身爲「朝鮮勞動黨統一戰綫部（朝鲜语：／ Tongilcheonseonbu）」，此機構隶属於朝鲜劳动党。

## 統一戰綫部時期
統一戰綫部負責對南事務、處理北南關係、朝韩首脑会晤、經濟合作、對南韓進行心理戰和執行間諜任務，並以朝鮮半島統一作為終極目標。該部門的前身為1953年成立的「南朝鮮研究所」。1978年，統一戰線部正式成立。現時，統一戰線部共有500至600人，轄下機構包括101聯絡處、祖國和平統一委員會、在日本朝鮮人總聯合會以及反帝民族民主戰線、祖国统一民主主义战线和朝鮮亞太和平委員會。机关报为《統一新報》。在統一戰綫部改組前，其部長是李善權。

## 改組歷程
在北韓於2024年宣佈放棄統一並陸續解散統一戰綫部下轄的各類組織後，在2024年3月底每日北韓就已放出「統一戰綫部解散」的消息，並說明原先統一戰綫部已經被縮小至「科級單位」且已被編入朝鮮勞動黨的直屬部門。同時，原先統一戰綫部的對南工作已經轉移到北韓外務省，而其他大部分人力與資源，包括對南韓的諜報任務，被歸到偵察總局。亦聲稱這次改組調整會在2024年6月至7月結束，屆時會下達全新的指導方針。
根據韓聯社在2024年5月21日引述南韓統一部長金暎浩發言的報道，朝鮮勞動黨統一戰綫部已經被廢除，改組爲朝鮮勞動黨中央委員會第10局，並執行心理戰任務。並且，在朝鮮勞動黨統一戰綫部時期位居要職的李善權與金英哲，其地位未受改組影響，依舊穩如泰山，但是具體職位尚不明確。南韓統一部對於朝鮮勞動黨統一戰綫部改組後對南韓工作職能的銜接，與先前每日北韓的推測相同，均推測其工作轉移至北韓外務省。

## 機構位置
朝鮮勞動黨中央委員會第10局乃至前身統一戰綫部的總部位於平壤牡丹峰區域戰勝洞。據曾於統一戰線部工作的脫北者張振成指，統一戰線部總部藏有大量關於朝鮮勞動黨和北韓的機密，因此外牆蓋滿爬藤植物以隱藏它的存在。

## 統一戰綫部時期历任部长
1. 金仲麟（1977年11月—）
2. 金容淳（—2001年）
3. 金养建 （2007年—2015年）
4. 金英哲（2016年—2019年）
5. 张锦哲 （2019年—2021年）[7]
6. 金英哲（2021年—2022年6月）[8]
7. 李善權 （2022年6月—2024年5月）

## 統一戰綫部時期历任副部长
- 李衡哲
- 李东浩
- 元东渊
- 崔承哲